# Steppa erbacea dell'Amur
L'ecoregione della steppa erbacea dell'Amur (WWF ID: PA0901) si estende attraverso due settori della valle del medio corso dell'Amur, nell'Estremo Oriente russo. Il territorio è costituito da una piatta pianura alluvionale che, a causa dell'alto livello della falda freatica e delle frequenti inondazioni, è rimasta relativamente priva di foreste ed è oggi caratterizzata da estese zone umide di torbiere e praterie. La zona rimase libera dai ghiacci durante la glaciazione del Pleistocene e fornì quindi da rifugio per molte specie animali e vegetali. Copre una superficie di 123200 km².

## Territorio
Il settore settentrionale si estende per circa 300 km in direzione nord-ovest/sud-est sul lato russo dell'Amur, che in quel punto scorre verso sud, ed è più o meno centrato attorno alla città di Blagoveščensk, nell'oblast' dell'Amur. Questo settore è circondato quasi interamente da regioni più elevate dominate dall'ecoregione delle foreste miste della Manciuria. Separato da questo da 150 km, il settore meridionale è circa 100 km più lungo e si trova a cavallo dell'Amur nel punto in cui svolta verso nord-est tra la provincia di Heilongjiang in Cina e il territorio di Chabarovsk in Russia. La maggior parte di questo settore si trova in Cina. A nord e ad est di questa sezione si trova l'ecoregione delle foreste miste e di latifoglie dell'Ussuri, mentre a sud si trova l'ecoregione dei prati boschivi e praterie del lago Chanka e del Suifen. Nel corso dei secoli l'Amur ha cambiato più volte corso e creato una serie di meandri, lasciando al suo ritiro terreni pianeggianti e alluvionali che sostengono una ricca fauna selvatica, nonché un'agricoltura di tipo intensivo.

## Clima
La regione ha un clima continentale umido con estati fresche (Dwb secondo la classificazione di Köppen). Questo clima è caratterizzato da elevate escursioni termiche, sia giornaliere che stagionali, e da inverni lunghi e freddi ed estati brevi e fresche senza una media superiore ai 22 °C. La media delle precipitazioni si aggira intorno ai 604 mm annui. La temperatura media al centro dell'ecoregione è di -24,9 °C a gennaio e di 20,3 °C a luglio.

## Flora e fauna
Nei prati umidi delle zone più basse e delle terrazze fluviali, le piante dominanti sono le erbe del genere Calamagrostis. Gli estesi prati dell'ecoregioner ospitano numerose specie di Apiacee (ombrellifere della famiglia del prezzemolo), spesso erbe alte e fiorite, di Spiraea e robusti arbusti a foglie decidue della famiglia delle Rosacee.
Le zone umide ospitano popolazioni di rare specie di uccelli, tra cui le popolazioni più numerose di oca cigno (Anser cygnoides) e aquila di mare di Steller (Haliaeetus pelagicus) dell'oblast' dell'Amur. Altri uccelli rari qui presenti sono il falcone pellegrino (Falco peregrinus), il falco sacro (Falco cherrug), l'anatra mandarina (Aix galericulata), la cicogna dal becco nero (Ciconia boyciana), la gru della Manciuria (Grus japonensis) e la gru dal collo bianco (Antigone vipio). Cani procione (Nyctereutes procyonoides) e lontre (Lutra lutra) si possono vedere vicino agli ambienti acquatici, mentre in estate, lungo le rive dei laghi, sono comuni alci (Alces alces), cervi (Cervus canadensis) e orsi (Ursus arctos). Infine, il lago Bolon' ospita un'importante popolazione ittica indigena.

## Aree protette
Nell'ecoregione si trovano due importanti aree protette:
- la riserva naturale del Khingan, nel settore settentrionale, e
- la riserva naturale del Bol'šoj Chechcir, nel settore meridionale.